# 井上稔
井上 稔（いのうえ みのる、1936年4月16日 -）は日本画家。京都府京都市生まれ。日展会友（出品委嘱）、朴土グループメンバー。

## 略歴
- 1936年(昭和11年)4月16日、野々内保太郎・きぬの次男として京都市に生まれる。父保太郎（1902～1985）は島根県出西村（出雲市）生まれ、中村大三郎門下の日本画家。稔の兄野々内良樹（1930～2009）ものちに日本画家となり、弟野々内宏（1938～）も日本画家という日本画一家に育つ。のち稔は井上姓となる。
- 1946年(昭和21年)3月、京都市立第三錦林小学校卒業。4月、京都市立岡崎中学校に入学。
- 1950年(昭和25年)3月、京都市立岡崎中学校卒業。4月、京都府立鴨沂高等学校に入学。映画部に入部、上映会などを行う。部長も勤める。
- 1954年(昭和29年)3月、京都府立鴨沂高校卒業。4月、京都学芸大学（現京都教育大学）特修美術科日本画に入学。
- 1957年(昭和32年)第13回日展に《校倉》(島根県庁蔵)が、初入選（この時は野々内姓）。
- 1959年(昭和34年)3月、京都学芸大学特修美術科日本画卒業。4月、同専攻科（現京都教育大学大学院）に進む。全関西美術展に《風景》出品、佳作賞受賞。兄良樹、加藤美代三・下保昭・福本達雄・三谷青子らとともに朴土社結成。
- 1960年(昭和35年)3月、京都学芸大学専攻科美術修了。西山英雄に師事。第3回日展に《船》入選。
- 1961年(昭和36年)4月、兄 良樹の跡を受けて大阪 豊中の市立第四中学校の美術科教員となる（～70年）。
- 1962年(昭和37年)4月、第14回京展に《花》出品、読売新聞社賞受賞。第5回日展に《校倉》入選。
- 1963年(昭和38年)第2回現代美術京都秀作展に前年の《花》（京展）を推薦出品。京都日本画新人展《華》(奈良県立万葉文化館蔵)推薦出品。第6回日展に《花と船》入選。この年から、朴土社に参加。
- 1964年(昭和39年)第3回現代美術京都秀作展に前年の《花と船》（日展）を推薦出品。6月9日～13日、東京 西村画廊で開催の第6回朴土社展に《花のある風景》《舟と花》出品（同月、京都　京都府ギャラリーで開催）。
- 1965年(昭和40年)3月13日～18日、朴土社小品画展を大阪 三越で開催、出品。5月21日～28日、東京 銀座松屋で開催の、第7回朴土グループ展（この年から朴土社から朴土グループと改める）に《ある風景》（富山展では《ガスタンクのある風景》と改題）《肥後橋》出品（同月、京都府ギャラリーで開催）。
- 1966年(昭和41年)6月7日～10日、京都府ギャラリーで開催の第8回朴土グループ展に《丘の家》出品（同月、富山郷土博物館、7月8日～13日、東京 銀座松屋でも開催）。第9回日展に《丘の家》入選。
- 1967年(昭和42年)第2回日春展に《花と校倉》入選。4月8日～13日、大阪 高麗橋三越で開催の朴土グループ小品に出品。6月8日～12日、京都府ギャラリーで開催の第9回朴土グループ展に《花のある風景》出品（7月7日～12日、東京 銀座松屋で開催）。第10回日展に《花と風景》入選。
- 1968年(昭和43年)第3回日春展に《窓辺の花》（《窓辺の静物》と改題、左部のみ現存）出品。4月27日～5月2日、朴土グループ展を大阪 高麗橋三越で開催。7月20日～24日、東京 銀座松屋で開催の第10回朴土グループ展に《花と風景》出品（同月、京都府ギャラリーで開催）。第11回日展に《たそがれ》入選。この年、《窓辺の花》を描く。
- 1969年(昭和44年)3月15日～20日、朴土グループ日本画小品展を大阪 三越で開催。5月15日～18日、京都府ギャラリーで開催の'69朴土グループ展(第11回展＝通算12回展。以下通算で表記)に《白い花》出品。8月15日～21日、京都朴土グループ新作日本画展を石川 金沢大和百貨店で開催。改組第1回日展《校倉》（奈良県立万葉文化館蔵）入選。
- 1970年(昭和45年)第5回日春展に《静物のある風景》入選。5月19日～24日、会場を京都府立文化芸術会館に移し、'70朴土グループ展(13回展)を開催、《花》《倉》出品。第2回日展に《朝》（奈良県立万葉文化館蔵）入選。
- 1971年(昭和46年)第6回日春展に《景》入選。6月8日～13日、京都府立文化芸術会館で開催の'71朴土グループ展―生―(14回展)に《生の幻想》《祈》出品。7月3日～8日、大阪 三越で開催の朴土グループ日本画展に《野》《渚の春》出品。第1回京都同時代展に《景》出品。第3回日展に《晴れゆく》入選。
- 1972年(昭和47年)第7回日春展に《霽れる》入選。5月16日～21日、京都府立文化芸術会館で開催の'72朴土グループ展(15回展)に《星空》《景》出品。第2回京都同時代展に《朝靄》出品。第4回日展に《ひまわり》（奈良県立万葉文化館蔵）出品。この年、《華（ひまわり）》を描く。
- 1973年(昭和48年)第8回日春展に《朝》入選。第3回京都同時代展に《朝》出品。京都府立文化芸術会館で'73朴土グループ展(16回展)を開催、《夜明け》《倉》出品。第5回日展に《想》（奈良県立万葉文化館蔵）入選。
- 1974年(昭和49年)第9回日春展に《森の詩》入選。京都府立文化芸術会館で開催の'74朴土グループ展（17回展）に《花と塔》《夜の海》（いずれも奈良県立万葉文化館蔵）《森の中の花》出品。第4回京都同時代展《森と・・・・・》出品。
- 1975年(昭和50年)京都府立文化芸術会館で開催の'75朴土グループ展（18回展)に《白木蓮》《牡丹》出品。第5回京都同時代展に《想》出品。第27回京展に《白い花》（福知山市役所大江支所蔵）出品、市長賞受賞。第7回日展に《白い花》入選。
- 1976年(昭和51年)第11回日春展に《華》入選。5月11日～16日、京都府立文化芸術会館で開催の'76朴土グループ展（第19回展）に《朝霞》《白い花》出品。第6回京都同時代展に《華の中》出品。雑誌『形象』38号（形象社）に中井慎吾「現代美術のホープ 井上稔」掲載される。第8回日展に《華》（奈良県立万葉文化館蔵）出品。
- 1977年(昭和52年)第12回日春展に《浄》入選。5月3日～8日、京都府立文化芸術会館で開催の'77朴土グループ展（第20回展）に《金堂》《蓮》出品。第9回日展に《浄》（奈良県立万葉文化館蔵）入選。
- 1978年(昭和53年)第13回日春展に《浄》（奈良県立万葉文化館蔵）出品、奨励賞受賞。5月23日～28日、京都府立文化芸術会館で開催の'78朴土グループ展（第21回展）に《想Ⅰ》《想Ⅱ》出品。第10回日展に《想》出品。
- 1979年(昭和54年)第14回日春展に《白宇》入選。5月15日～20日、京都府立文化芸術会館で開催の'79朴土グループ展（第22回展）に《爽》《浄》出品。第31回京展に《浄》（奈良県立万葉文化館蔵）出品、須田賞受賞。第11回日展に《浄》出品、特選となる。
- 1980年(昭和55年)第15回日春展に《想》入選。4月29日～5月4日、京都府立文化芸術会館で開催の'80朴土グループ展（23回展）に《遙》《浄》出品。10月8日、母きぬ没。第12回日展に《宙》入選。
- 1981年(昭和56年)第16回日春展に《映》入選。5月19日～24日、京都府立文化芸術会館で開催の'81朴土グループ展（24回展）に《夜明け》《蓮》出品。第13回日展に《廃船》入選。この頃、《花と倉》を描く。
- 1982年(昭和57年)5月4日～9日、京都府立文化芸術会館で開催の'82朴土グループ展（25回展）に《朧》《宙》出品。第14回日展に《浄韻》（奈良県立万葉文化館蔵）出品、特選となる。この年、《大和三山》)を描く。
- 1983年(昭和58年)5月3日～8日、京都府立文化芸術会館で開催の'83朴土グループ展（26回展）に《想》《寂光》出品。「大矢十四彦・井上稔二人展」（東京 北辰画廊、京都高島屋、新潟 大和）開催。第15回日展に《浄》入選。
- 1984年(昭和59年)第19回日春展に《皎》出品。京都府立文化芸術会館で開催の'84朴土グループ展（27回展）に《想》《浄韻》出品。日展出品委嘱となる。第16回日展に《浄心》出品。
- 1985年(昭和60年)第20回日春展に《月影》出品。4月30日～5月5日、京都府立文化芸術会館で開催の'85朴土グループ展（28回展）に《浄池》出品。第17回日展に《宙》委嘱出品。12月5日、父 野々内保太郎没。
- 1986年(昭和61年)第21回日春展に《夕》出品。5月20日～25日、京都府立文化芸術会館で開催の'86朴土グループ展（29回展）に《古都月影》出品。京の四季展に《真如堂春宵》（京都府蔵）出品。第18回日展に《古都の詩》（奈良県立万葉文化館蔵）入選。兄 良樹、日展会員となる。
- 1987年(昭和62年)第22回日春展に《古寺月明》出品。5月12日～17日、京都府立文化芸術会館で開催の'87朴土グループ展（30回展）に《月明》（当館蔵）出品。第19回日展に《月明り》委嘱出品。
- 1988年(昭和63年)第23回日春展に《雪の朝》出品。5月10日～15日、京都府立文化芸術会館で開催の'88朴土グループ展（31回展）に《室生》出品。第20回日展に《室生》委嘱出品。
- 1989年(平成元)1月21日、師 西山英雄没。第24回日春展に《岩船寺》出品。5月16日～21日、京都府立文化芸術会館で開催の'89朴土グループ展（32回展）に《桜花》出品。第21回日展に《宙》委嘱出品。
- 1990年(平成2年)第25回日春展に《宙》出品。5月8日～13日、京都府立文化芸術会館で開催の'90朴土グループ展（33回展）に《岩船寺雪晨》（奈良県立万葉文化館蔵）出品。8月、雑誌『美の散策』75号（毎日アート出版）にインタビュー記事《奈良･大和路風景に夢を託して・・・・》掲載。8月16日～24日、東京 ギャラリー毎日で《井上稔個展》開催。《岩船寺》・《大和路の春》など11点を出品。第22回日展に《雪の朝》委嘱出品。
- 1991年(平成3年)第26回日春展に《古寺雪晨》出品。5月14日～19日、京都府立文化芸術会館で開催の'91朴土グループ展（34回展）に《雪の日》（奈良県立万葉文化館蔵）出品。第23回日展に《室生寺雪晨》（奈良県立万葉文化館蔵）入選。
- 1992年(平成4年)第27回日春展に《御室宵桜》出品。5月12日～17日、京都府立文化芸術会館で開催の'92朴土グループ展（35回展）に《室生寺の春》（南都銀行蔵）出品。第24回日展に《校倉》出品。
- 1993年(平成5年)第28回日春展に《雪の室生》出品。5月18日～23日、京都府立文化芸術会館で開催の'93朴土グループ展（36回展）に《清水寺》出品。第25回日展に《清水寺》委嘱出品。
- 1994年(平成6年)第29回日春展に《雪の校倉》出品。5月17日～22日、京都府立文化芸術会館で開催の'94朴土グループ展（37回展）に《雪の塔》《春の譜》出品。第26回日展に《浄韻》委嘱出品。
- 1995年(平成7年)第30回日春展に《新薬師寺》出品。5月16日～21日、京都府立文化芸術会館で開催の'95朴土グループ展（38回展）に《浄夜》出品。現代京都の日本画展に《雪の浄瑠璃寺》出品。全関西美術展審査員を務める。第27回日展に《大仏殿》（奈良県立万葉文化館蔵）委嘱出品。
- 1996年(平成8年)第31回日春展に《東大寺》出品。5月14日～19日、京都府立文化芸術会館で開催の'96朴土グループ展（39回展）に《浄瑠璃寺の春》《浄瑠璃寺の秋》出品。奈良県立万葉文化館のため、万葉歌《斑鳩の 因可の池の 宜しくも 君を言はねば 思ひそわがする》(巻12-3020　作者未詳)に取材して《斑鳩夕景》（奈良県立万葉文化館蔵）を制作。第28回日展に《浄瑠璃寺》委嘱出品。
- 1997年(平成9年)第32回日春展に《古寺静晨》出品。5月13日～18日、京都府立文化芸術会館で開催の'97朴土グループ展（40回展）に《大和・雪》《大和・芒》出品。第29回日展に《大和・浄宇》委嘱出品。
- 1998年(平成10年)第33回日春展に《野ぼとけ》出品。5月19日～24日、京都府立文化芸術会館で開催の'98朴土グループ展（41回展）に《塔の朝》出品。「西山英雄の画業をたどる―38人の門下生―展」に《斑鳩秋韻》出品。第30回日展に《塔韻》委嘱出品。この年、《新緑の頃》を描く。
- 1999年(平成11年)第34回日春展に《浄宇》出品。5月18日～23日、京都府立文化芸術会館で開催の'99朴土グループ展（42回展）に《古塔の里》《塔への道》出品。第31回日展に《室生桜花》（奈良県立万葉文化館蔵）委嘱出品。
- 2000年(平成12年)第35回日春展に《旅の道標》出品。5月9日～14日、京都府立文化芸術会館で開催の2000朴土グループ展（43回展）に《栄山寺》（奈良県立万葉文化館蔵）《室生新緑》出品。第32回日展に《大和栄山寺》委嘱出品。
- 2001年(平成13年)第36回日春展に《魚梆》出品。5月1日～6日、京都府立文化芸術会館で開催の'01朴土グループ展（44回展）に《東大寺》（奈良県立万葉文化館蔵）出品。第33回日展に《東大寺・朝》（奈良県立万葉文化館蔵）委嘱出品。
- 2002年(平成14年)第37回日春展に《想》出品。5月21日～26日、京都府立文化芸術会館で開催の'02朴土グループ展（45回展）に《畝傍山》《香具山》《耳成山》（3作品とも奈良県立万葉文化館蔵）出品。第34回日展に《飛鳥の里》（奈良県立万葉文化館蔵）委嘱出品。
- 2003年(平成15年)第38回日春展に《新緑の頃》(外務省蔵)出品、外務省買上げとなる。5月6日～11日、京都府立文化芸術会館で開催の'03朴土グループ展（46回展）に《室生緑晨》《室生夕靄》出品。第35回日展に《古塔の朝》（奈良県立万葉文化館蔵）委嘱出品。
- 2004年(平成16年)第39回日春展に《花の頃》出品。5月11日～16日、京都府立文化芸術会館で開催の'04朴土グループ展（47回展）に《朝霞》《黄昏》（いずれも奈良県立万葉文化館蔵）《雪の日》出品。7月30日～8月15日、「日本画《京の今日》展～伝統からの挑戦～（前期）」（京都府京都文化博物館、会期は7月30日～9月5日）に《塔遠望》出品。第36回日展に《室生朝霞》委嘱出品。
- 2005年(平成17年)第40回日春展に《古塔朝靄》出品。5月10日～15日、京都府立文化芸術会館で開催の'05朴土グループ展（48回展）に《寧楽東大寺》《大仏殿遠望》《塔の朝》（奈良県立万葉文化館蔵）出品。5月26日～7月24日、奈良県立万葉文化館で「花・鳥・風景―野々内良樹・井上稔・野々内宏兄弟展」開催、作品25点を展示。第37回日展に《古都寧楽》出品。この年、《東大寺遠望》を描く。
- 2006年(平成18年)第41回日春展に《春の日》出品。5月9日～14日、京都府立文化芸術会館で開催の'06朴土グループ展（49回展）に《朝靄》《明日香》《夕靄》出品。第38回日展に《大和多武峰》委嘱出品。
- 2007年(平成19年)第42回日春展に《朝》出品。5月8日～13日、京都府立文化芸術会館で開催の'07朴土グループ展（50回展）に《明日香心象》（奈良県立万葉文化館蔵）《室生》《夕陽》出品。これをもって、グループでの展覧会開催を終わる。5月31日～7月29日、奈良県立万葉文化館で「創立50回記念朴土グループ回顧日本画展―西山英雄門下の画家たち―」が開催される。6月3日、奈良県立万葉文化館で美術講演会の講師を務める。第39回日展に《経堂》委嘱出品。
- 2008年(平成20年)第43回日春展に《大和へ》出品。5月8日～5月25日、奈良県立万葉文化館で「明日香を描いた日本画展」開催、《石舞台遠望》出品。第40回日展に《薄暮》委嘱出品。
- 2009年(平成21年)第44回日春展に《朧》出品。展・22に《大和秋色》出品。第41回日展に《雪の朝》委嘱出品。
- 2010年(平成22年)第45回日春展に《塔の春》出品。展・22に《斑鳩心象》出品。第42回日展《浄宇霧杳》委嘱出品。
- 2011年(平成23年)1月6日～3月6日、奈良県立万葉文化館で「井上稔展-奈良に魅せられて-」を開催、作品56点を展示。3月6日、奈良県立万葉文化館にて美術講演会の講師をつとめる。